# Deutsche Handelskammer für Spanien

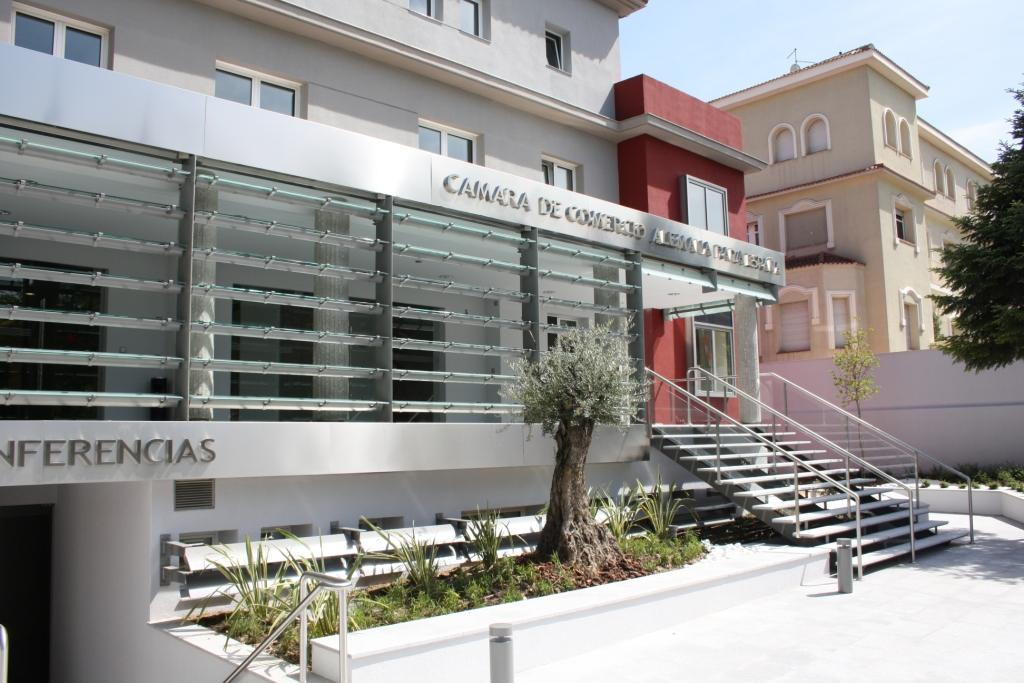
Hauptgeschäftsstelle der AHK Spanien in Madrid

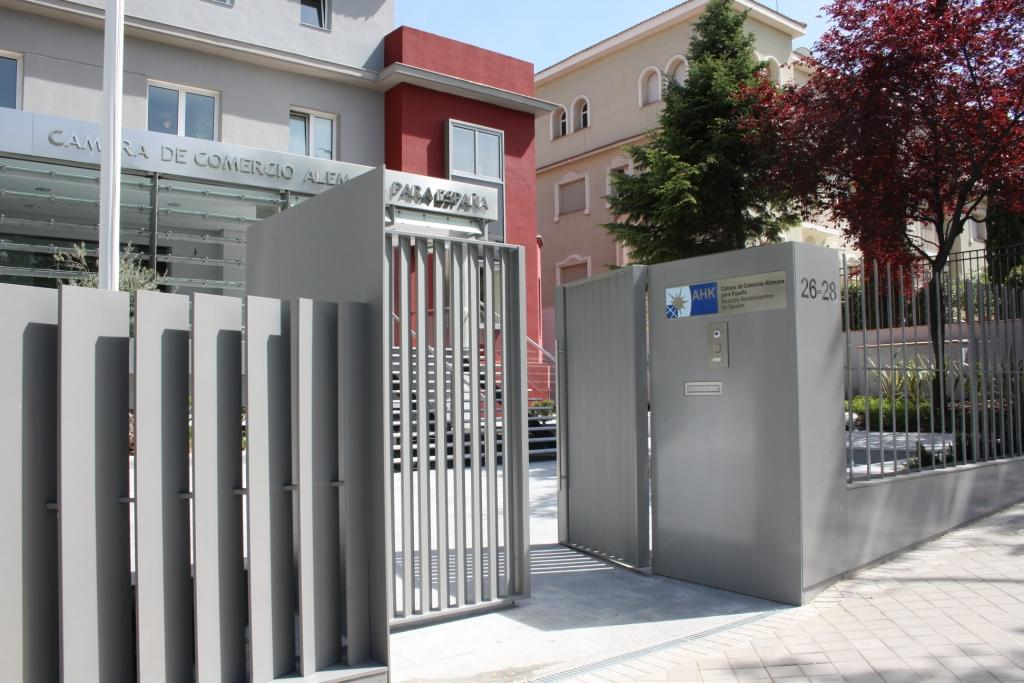
1994 bezog die AHK Spanien ihren heutigen Hauptsitz in der Avenida Pío XII, 26–28, in Madrid

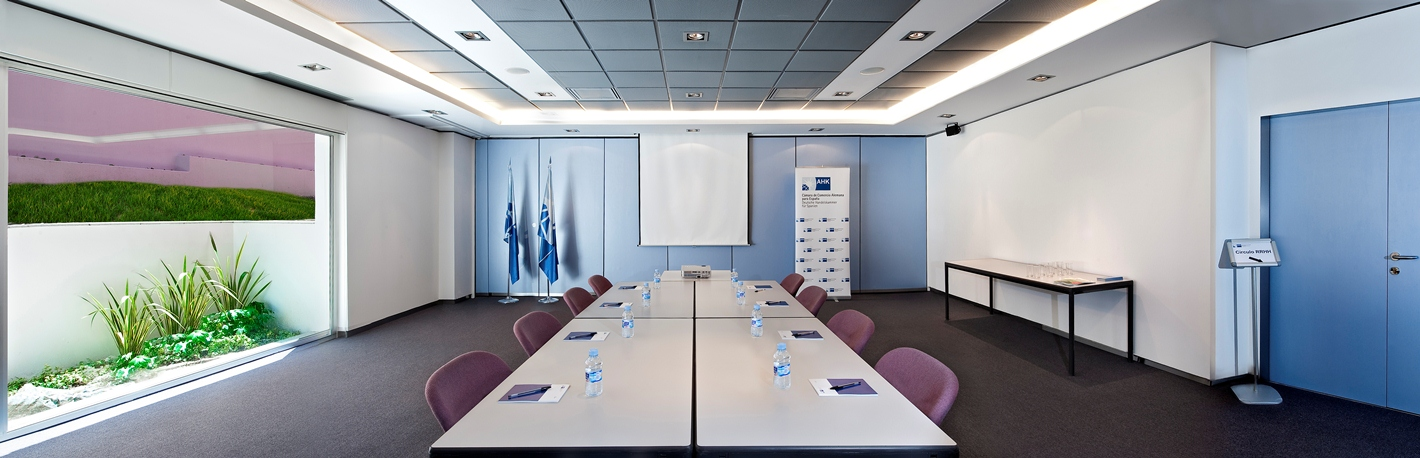
Die AHK Spanien verfügt über Konferenzräume in Madrid und Barcelona

Die Deutsche Handelskammer für Spanien (kurz AHK Spanien; spanisch Cámara de Comercio Alemana para España) gehört zum weltweiten Netzwerk deutscher Auslandshandelskammern (AHK), Delegiertenbüros und Repräsentanzen der Deutschen Wirtschaft.
Dachorganisation ist der Deutsche Industrie- und Handelskammertag (DIHK) in Berlin, gleichzeitig Spitzenverband der Industrie- und Handelskammern (IHK) in Deutschland. Zusätzlich zu den Geschäftsstellen in Madrid und Barcelona ist die AHK Spanien in Aragonien, im Baskenland und in Valencia durch regionale Delegierte vertreten.

## Funktionen
Aufgabe der AHK Spanien ist die Förderung der Wirtschaftsbeziehungen zwischen Deutschland und Spanien und die Vertretung der Interessen ihrer Mitgliedsunternehmen. Als selbstverwaltete bilaterale Einrichtung unterstützt die AHK Spanien die Marktinteressen deutscher Unternehmen in Spanien sowie die Interessen spanischer Unternehmen in Deutschland und ist Ansprechpartner für Fragen, die die deutsch-spanischen Wirtschaftsbeziehungen betreffen.

### Mitgliederorganisation
Mit rund 1.100 Mitgliedsunternehmen und Präsenz in Spanien seit 1917 verfügt die AHK Spanien über ein Netzwerk. Als Mitgliederorganisation vertritt die AHK Spanien die Interessen ihrer Mitgliedsunternehmen bei staatlichen Stellen. Mit ihren Veranstaltungsreihen, Konferenzen, Empfängen und Arbeitskreisen bietet die AHK Spanien ihren Mitgliedern außerdem Plattformen zum Erfahrungsaustausch und Networking.

### Dienstleister
Als Beratungsunternehmen unterstützt die AHK Spanien die Marktinteressen deutscher und spanischer Unternehmen mit Dienstleistungen, die in Deutschland seit 2008 unter der Servicemarke „DEinternational“ angeboten werden.

#### Markt- und Absatzberatung
- Marktstudien
- Individuelle Absatzberatung
- Adressrecherche von Importeuren
- Terminorganisation
- Geschäftspartnervermittlung
- Messedienstleistungen
- Organisation von Geschäftsreiseprogrammen im Auftrag des BMWi
- Geschäftspräsenz

#### Recht & Steuern
- Rechtsberatung
- Steuerliche Beratung
- Lohn- und Geschäftsbuchhaltung
- Mediation
- Inkasso
- Mehrwertsteuerrückerstattung
- Handels- und Registerauskünfte

#### Personalservices und Geschäftsentwicklung
- Personalvermittlung
- Vermittlung von spanischen Auszubildenden an deutsche Unternehmen
- Jobbörse
- Investorensuche für spanische Start-ups
- Start-up Scouting für deutsche Investoren

#### Berufsbildung
- Beratung von Unternehmen, die nach deutschem Vorbild dual ausbilden möchten
- Berufliche Erstausbildung im kaufmännischen und gewerblich-technischen Bereich
- Gütesiegel „Ausbildungsbetrieb“
- Ausbildung der Ausbilder

### Offizielle Repräsentanz der deutschen Wirtschaft
Die deutschen Auslandshandelskammern führen jährlich zahlreiche Markterkundungsreisen und Geschäftsreisen im Auftrag des Bundes und der Bundesländer für deutsche Unternehmen durch. Hauptauftraggeber sind das Bundesministerium für Wirtschaft und Technologie (BMWi), das Bundesministerium für Ernährung, Landwirtschaft und Verbraucherschutz (BMELV) und die Wirtschaftsministerien der Bundesländer.
Darüber hinaus fördert die AHK Spanien das deutsche duale Ausbildungssystem in Spanien, indem sie die deutschen Auslandsberufsschulen in Barcelona und Madrid (FEDA) unterstützt, Veranstaltungen zu dem Thema organisiert und Unternehmen in Spanien bei der Implementierung des Systems berät.
Als Teil der deutschen Außenwirtschaftsförderung erhalten die AHK für die Erfüllung der Aufgaben im öffentlichen Interesse ein Leistungsentgelt vom BMWi.

## Geschichte
- 1917 gründen vierzig deutsche Unternehmen in Barcelona die „Deutsche Wirtschaftliche Vereinigung in Barcelona“, um die „Interessen der deutschen Kaufmannschaft zu wahren“.
- 1923 wird der Name von „Deutsche Wirtschaftliche Vereinigung in Barcelona“ in „Deutsche Handelskammer für Spanien“ umgetauft.
- 1924 nimmt die Deutsche Auslandshandelskammer für Spanien als eine der wenigen noch vor dem Ersten Weltkrieg gegründeten Kammern an der I. Tagung der 24 Deutschen Auslandshandelskammern in Berlin teil.
- 1933 gründen die 34 in Madrid ansässigen Mitglieder der AHK Spanien eine Außenstelle in der spanischen Hauptstadt.
- 1939 nimmt die AHK Spanien die Arbeit wieder auf, die infolge des Spanischen Bürgerkriegs zum Erliegen gekommen war. Die Zentrale wird nach Madrid verlegt. Mangels einer deutschen diplomatischen Vertretung in Spanien wird die AHK Spanien in den vierziger Jahren zur allgemeinen Anlaufstelle für Deutsche.
- 1952 löst sich allmählich die internationale Wirtschaftsblockade gegen Spanien auf und 1952 wird das erste Handelsabkommen der Nachkriegszeit zwischen Spanien und Deutschland unterzeichnet, auf der Basis und im Geiste des Deutsch-Spanischen Abkommens von 1926.
- 1964 zählt die AHK Spanien 1.500 Mitglieder als Folge der Ausweitung der Handelsbeziehungen zwischen Deutschland und Spanien.
- 1972 tritt der Deutsch-Spanische Niederlassungsvertrag in Kraft, an dessen Ausarbeitung die AHK Spanien wesentlich beteiligt ist. Der Vertrag stellt einen wichtigen Schritt in der Verflechtung der Volkswirtschaften Deutschlands und Spaniens dar.
- 1973 geht erstmals die Mitgliederzahl von einem Spitzenwert von 1.700 Mitgliedsunternehmen, infolge der Wirtschaftskrise in Spanien und der Inflation der Peseta, zurück.
- 1986 Mit Spaniens Beitritt zur Europäischen Gemeinschaft und dem folgenden Wirtschaftswachstum Spaniens, erweitern sich die Aufgaben der AHK Spanien.
- 1994 bezieht die AHK Spanien ihren heutigen Hauptsitz in Madrid und erhält 1999 die ISO-Zertifizierung.
- 2006 präsentiert die AHK Spanien ihr neues Logo, das der zunehmenden Bedeutung der erneuerbaren Energien Rechnung trägt.
- 2011 Auch vier Jahre nach Beginn der Wirtschaftskrise in Spanien kann die AHK Spanien ihre Mitgliederzahl von 1.100 halten.
- 2012 Am 6. September findet in Madrid ein „Deutsch-Spanisches Unternehmertreffen“ statt, an dem auch die Bundeskanzlerin und der spanische Ministerpräsident teilnehmen und an dessen Organisation die AHK Spanien wesentlich beteiligt ist.

## Publikationen
- Bilinguale Zeitschrift „Economía Hispano-Alemana“
- Newsletter „Actualidad AHK - La Cámara Alemana informa“
- Newsletter „Recht & Steuern“
- Jahrbuch
- Periodische Umfragen
- Digitales Mitgliederverzeichnis
- Digitales Verzeichnis deutscher Unternehmen in Spanien
- Digitales Verzeichnis deutschsprachiger Rechtsanwälte in Spanien
- Digitales Lebensmittelportal